# Чихеранг
Чихера́нг (индон. Ciherang) — деревня в индонезийской провинции Западная Ява. Административно относится к району Драмага, который, в свою очередь, входит в округ Богор.

## Географическое положение
Расположена в восьми километрах от города Богор.

## Население
Население 16000 человек. Основной вид деятельности — сельское хозяйство. Местное население выращивает рис, а также разводит аквариумных рыбок.